# Container Enterprise
Die Container Enterprise und ihr Schwesterschiff Container Venturer zählten zu den ersten als solches geplanten und gebauten Containerschiffen weltweit und waren die allerersten ihrer Art in Großbritannien. Sie waren allerdings nicht für den Transport von ISO-Containern, sondern für zeitgenössische britische Eisenbahn-Container gebaut.

## Geschichte
Die beiden Containerschiffe wurden 1957/58 bei der Ailsa Shipbuilding Company in Troon, im Auftrag der British Transport Commission London Midland Region Lancaster gebaut. Nach ihrer Übergabe im April und Oktober 1958 eröffneten sie einen British Railways-Containerdienst zwischen Heysham und Belfast. Im Jahr 1971 wechselte die Container Enterprise auf die Route zwischen Fishguard und Waterford, und ab 1976 wurde auch die Container Venturer auf dieser Verbindung eingesetzt. Beide Schiffe blieben bis 1979 im Besitz der Auftraggeber, wurden dann auf Sealink übertragen und im selben Jahr an die Reederei Compania de Navegacion Isacar in Panama weitergegeben. Die ehemalige Container Enterprise wurde schließlich am 13. Juni 2003 als Isamar auf der Position 26° 9′ 18″ N, 79° 44′ 18″ W versenkt, nachdem sie auf der Reede von Miami abandoniert wurde. Die ursprüngliche Container Venturer blieb bis 2012 unter wechselnden Namen, zuletzt als Master Trader, in Fahrt.

## Technik

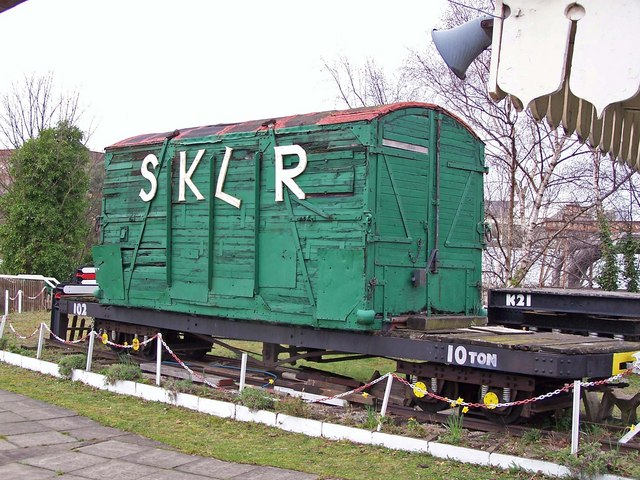
Ein im Museum ausgestellter British-Railways-Eisenbahncontainer

Der Entwurf der Schiffe fußte auf den Erfahrungen mit den seinerzeit noch wenigen in Fahrt befindlichen Containerschiffen und den Anforderungen des vorgesehenen Kurzstreckendienstes. Aufbauten und Maschinenanlage waren achtern angeordnet. Der Antrieb des Schiffes bestand aus einem Achtzylinder-Zweitakt-Dieselmotor des Glasgower Herstellers British Polar.
Die Schiffe besaßen kein eigenes Ladegeschirr. Die bis zu 65 beförderten British-Railways-Eisenbahncontainer wurden in einer Lage im Laderaum und in einer Lage an Deck gestaut. An beiden Seiten des Schiffes befanden sich Haltegerüste, die wie vereinfachte Cellguides wirkten und der Ladungssicherung dienten. Die Produktion von Containern dieses Maßes begann schon vor dem Zweiten Weltkrieg und wurde im selben Jahr eingestellt, in dem die beiden Schiffe in Dienst gestellt wurden, die Nutzung dauerte jedoch bis in die 1970er Jahre hinein an.

## Die Schiffe
| Container Enterprise / Container Venturer | Container Enterprise / Container Venturer | Container Enterprise / Container Venturer | Container Enterprise / Container Venturer | Container Enterprise / Container Venturer |
| Bauname                                   | Bau- nummer                               | IMO- Nummer                               | Ablieferung                               | Umbenennungen und Verbleib |
| ----------------------------------------- | ----------------------------------------- | ----------------------------------------- | ----------------------------------------- | --- |
| Container Enterprise                      | 500                                       | 5079018                                   | April 1958                                | 1979 an Sealink und verkauft Isacar I, 1988 Sea Container, 1991 Isamar, 1998 Freedom Express, am 13. Juni 2003 als künstliches Riff versenkt |
| Container Venturer                        | 501                                       | 5079020                                   | Oktober 1958                              | 1979 an Sealink und verkauft, 1988 Trupial, 1991 Sea Mist, 2000 Skorpion I, 2000 Jeanny Cay II, 2004 Sunshine One, 2008 Master Trader        |
| Daten: Equasis, grosstonnage              |                                           |                                           |                                           | |